# Alexander Costea
Alexander Costea (* 1982 in Deva, Rumänien) ist ein rumänisch-deutscher Regisseur, Drehbuchautor und Dramaturg.

## Leben
Alexander Costea wurde 1982 in Deva, Rumänien, geboren. Seine Jugend verbrachte er in Bayern, wo er auch 2003 sein Abitur ablegte. Die nächsten beiden Jahre verbrachte er in unterschiedlichen Positionen im Filmgeschäft. 2005 begann er schließlich sein Spielfilmregie-Studium an der Hochschule für Fernsehen und Film München. Während seines Studiums begann er als Lektor, Drehbuchautor und Dramaturg für deutsche Film- und Fernsehproduktionen. Für seinen Kurzfilm Dreimaldrausen erhielt er 2012 zusammen mit Miriam Märk den Preis für den besten mittellangen Film.
Im Jahr 2015 erschien sein Abschlussfilm Die Maßnahme, der am 28. Juni 2015 auf dem Filmfest München uraufgeführt wurde. Mit Unterstützung der ARD gedreht und ursprünglich für das Kino konzipiert, wurde der Film nur auf einigen weiteren Festivals gezeigt, darunter auch das Festival des deutschen Films und das Montreal World Film Festival. Costea gewann mit diesem Film 2016 den Studio Hamburg Nachwuchspreis in der Kategorie Drehbuch und wurde für den First Steps Award nominiert.
2017 schrieb er das Drehbuch für den Film Luna.
Alexander Costea lebt und arbeitet in München.

## Filmografie (Auswahl)
Regie
- 2008: Ameisen (Kurzfilm)
- 2008: Dreimaldraussen (mit Miriam Märk)
- 2015: Die Maßnahme
- 2020, 2024, 2025: SOKO Köln – Mandantengeheimnis, Befangen, Schrei nach Liebe, Tod eines Elefanten, Ein Scheich für Dünnwald, Flüssiges Gold, 1926, Der Bulle aus Vingst
- 2021: Marie Brand und der Tote im Trikot
- 2021: Friedmanns Vier

Drehbuch
- 2008: Ameisen (Kurzfilm)
- 2008: Dreimaldraussen (mit Miriam Märk)
- 2012: Drei Stunden (mit Boris Kunz)
- 2015: Die Maßnahme
- 2017: Luna
- 2019: SOKO Köln - Der Mann am Brunnen

Kamera
- 2007: The Secret of Deva (Dokumentarfilm)
- 2016: Leeres Orchester (Dokumentarfilm)